# 記憶傳授人
《记忆传授人》是一部人文科幻小说。作者洛伊丝·洛利，于1993年4月16日出版。小说开篇构建了一个类似乌托邦的未来社会。随着情节铺展，逐渐幻化成。小说描述一个名叫乔纳斯的男孩在12岁那一年发生的故事。经过刻意同化，乔纳斯生活的社区没有痛苦，也没有冲突。乔纳斯被挑选出来接任“记忆傳承者”这个职位，接受同化之前人类所有的记忆，以备在需要的时候使用。乔纳斯从他的前任——记忆传授人那里获得了这些记忆，乔纳斯发现他所生活的社区极为浅薄封闭。
尽管存在着争论和批评，认为本书主题并不适合少年儿童，《記憶傳承人》还是获得了1994年的纽伯瑞儿童文学奖，销售量过三百五十万册。在美国，它位列很多初级中学的必读书目，但是同时本书也属被禁之列（“见以下争议”）。人们惯常把这部小说和《歷史刺繡人》（Gathering Blue）（2000年），《森林送信人》（Messenger）（2004年），以及《我兒佳比》（Son）（2014年）并称理想國四部曲，虽然前三集看似並不相關，但於第四集作結局的揭曉。

## 构思
洛伊丝·洛利对《记忆传授人》的构思要追溯到她11岁生活在日本的时候。当时她和家人住在Washington Heights，这是一处美国领地，靠近东京的涩谷区。在美国人开办的小学，依美国的教育方式學習，幼年的洛利对此并不满意。她潜出学校后门进入涩谷区，随后是一段值得回忆的经历：

一次又一次——已经数不清是多少次了，我的父母从来没有发觉——我骑着自行车，跨出后门，也跨出了包围我们这个舒适安全，熟悉亲切的美国人社区的樊篱。我顺着山坡一溜而下，这座小山丘是那样陌生，我有点不安，也许是缺乏安全感……尽管我也说不清是什么感觉……这个地区是东京正在跳动的生命的脉搏。

很多年过去了，洛利依旧记得涩谷区的味道和喧哗，回忆起很多身穿蓝色制服的小学生们，“和我年龄相仿的陌生人”。在市区的一片喧哗声中，她留意到四处都是木棍敲击的声音，年轻人在嘶叫，挥舞旗帜，——后来弄清楚是共产党员示威。回忆起这段往事，洛利意识到这是每一个孩子最终都必须经历的事情：告别那个从小成长的庇护之所。
1979年，洛利受邀为一份杂志有关卡尔·纳尔逊（Carl Nelson）的故事做调查。纳尔逊是一位画家，在缅因州近海的一座小岛独居。他对颜色生动而细腻的敏感性给了她很深刻的印象。数年之后，她听闻他失明了。带着悲痛，她反复思量，疯狂地想象他能够给予她感受颜色的能力。这些经历，以及其他类似的经历，经过沉淀过滤，逐步形成了这个故事背景。本书英文版的封面就是纳尔逊的照片。

## 内容简介
初读此书，描写的似乎是一个乌托邦，所有可能消灭痛苦和烦恼的措施样样俱全。双向廣播器时刻监控每一个家庭的违规现象。人们一直都严守规矩；家庭成员每天都相互交流他们的梦想和感受，杜绝任何情感纠结。这个社区根据每个人的秉性进行夫妻配对，一直维持着和谐秩序。
在纽伯瑞获奖演说中，洛利描述她创建的大同世界：	 

我努力让乔纳斯的世界使人感觉熟悉，舒服，而且安全，也在尝试诱导读者。我用我的方式来牵引读者。这确实是一个完美的世界。我把我害怕的和不喜欢的东西全都消灭掉了：暴力，贫穷，歧视和不公，同时让每个人都彬彬有礼，因为我认为这是一种理想化的生活方式。这样的社会，已达到人们想象的极限。

然而，随着故事展开，人们越来越清楚地发现，这种社会并没有家庭和爱的观念（至少不是洛利所暗示的“更完整”的观念）。孩子由指定的“生育妈妈”来孕育，然后分配，每个家庭都是一儿一女，以此来控制人口平衡。当每一个家庭在稳定的环境中，完成了养育孩子的任务，家庭就再也没有必要存在。父母迁居到专为没有孩子的成人设立的公共机构，而孩子们，则开始他们的职业生涯，并且组建自己的家庭。为了维持这种制度，社区使用药物来抑制成员的感情，没有浪漫的爱情，更没有性。
沿着河岸，和这个社区类似的城镇星罗棋布，周围廣平的大片土地给他们提供农作物，同时便利的交通运输。他们利用气候控制使天气保持恒定。
社区由一个由老年人组成的委员会监管，给每一个年满12岁的小孩分配工作，职位终身不变。人们受严格的规矩束缚，这些规矩涉及很广，與生活的各方面有關，如若违反，只需要一个简单却只是形式的道歉以示惩戒。有时候，有些规定被违反了也可以忽略的：比如未到规定年龄骑车的小孩由兄姐教他们骑车。如果社区的成员被判决三次严重违反了规定，可能会被“解放”，在这个未来世界中，相当于死刑（尽管在被判决受解放时并没有指出，其实是在社区执行死刑）。
“解放仪式”贯穿整部小说，随着谜底逐步揭开，故事基调也变得越来越阴暗。故事刚刚开始的时候，我们知道这个过程被普遍认为是一种羞辱，尤其被解放的人是社区里面的一分子。另一方面，老年人受解放是值得庆贺的，而婴儿受解放被认为是维持平衡的必要手段。后来，我们发现只有还在让保育员照顾，未分配到特定家庭的婴儿才会被解放，而且有一套特别的标准。尤其是，当一个生育妈妈诞下一对长相相似的双胞胎，保育员就会给他们秤体重，体重轻的那一个会被解放。
在乔纳斯的社区，人们相信那些被驱逐的人是被送到“另一个地方”，可能是另一个社区。故事到达高潮的时候，主角发现解放实际上是安乐死。揭露真相的这一段情节，招致一些成年人批评，他们并不希望孩子们接触这样的文字。
故事的结尾很含糊，乔纳斯的将来，甚至他是否仍在世，小说都没有透露。（见以下含糊的结尾）

## 人物角色
- 乔纳斯（Jonas）小说主角，小说开始的时候11岁，在他12岁庆典上被选择接任记忆接受者。他是個懂事且細心的小孩。
- 記憶傳承人（The Giver）现任的记忆接受者，住在老人院后面的附属小屋内。保有世界大同之前人类的所有经历。社区的长者们在应付突发事件的时候，要依赖他的“智慧”。因为没有人想承受接受记忆之后带来的痛苦，所以这项“荣耀”只能让一个人独享。
- 乔纳斯的母亲（Mother）她在社区担任法官。
- 乔纳斯的父亲（Father）一个富有同情心[註 1]的男性，在某些方面堪称完美父亲的典范，职业保育员，照顾那些未满周岁的婴孩。后来乔纳斯发现，他的父亲有时候是解放缺陷婴儿的刽子手。
- 莉莉（Lily）乔纳斯聒噪、热情又外向的妹妹。
- 亚瑟（Asher）乔纳斯最亲近的朋友，是个兴高采烈，平易近人，但又粗心马虎的男孩，被安排担任娛樂中心助理。
- 費奥娜（Fiona）和乔纳斯以及亚瑟同龄的女孩子，也是他们的朋友。她那头夺目的红发是遗传工程失败的证据，就像记忆传授人说的：“我们永远都不可能一致大同……像菲奥娜的头发就能让他们疯狂。”同时这也是故事的一个线索（因为乔纳斯在故事一开始时有短暂的看见红色的能力）。她的工作是照顾老人。尽管她心性善良，她却被训练去毫无表情地“解放”那些老年人。同时，她也是乔纳斯情窦初开时的梦中情人。
- 佳比（Gabriel，昵称Gabe）一个让乔纳斯的父亲带回家里额外照顾的婴儿。因为成长不够快，并且睡觉不安静而且感情丰富[來源請求]，佳比面临受解放的命运。在十二月的庆典上，佳比被给予额外的一年来成长，但是在第二年的一天保育员检查的时候，他一整晚都在哭，使得保育员一致通过要解放他。后来乔纳斯把他带到了另一个地方。
- 蘿斯玛丽（Rosemary）乔纳斯两岁的时候，长者们选择罗斯玛丽担任记忆接受者。她的训练失败了，而且冲击了整个社区：那些阴暗的记忆击溃了她，记忆传授人强硬灌输给她的东西也让她受到伤害，她请求被解放，而且自己给自己注射了药剂。一旦她到了“另一个地方”，那些记忆并不会消失，而是会回到社区中的每一个人心中，从而造成混乱。记忆传授人曾说罗斯玛丽是他的女儿，也有人认为这个“女儿”只是一个比喻。在罗斯玛丽之后，社区对于新任的记忆传授人有了新的规定，记忆传授人不能申请放逐。
- 凱爾博（Caleb）在社區旁边的河中溺死的一个小孩。因为有“解放”制度，人们不知道死亡为何物（老年人到了一定年纪就会被解放），所以给整个社区带来了恐慌。他们在“失去儀式”上念他的名字一段時間，直到这个名字从他们的记忆中消失。

### 含糊的结尾
这部小说含糊的结尾引起不同的解读，中学教师们利用这个模糊的表述激发学生们的创作热情。基于对本书结尾的理解，孩子们受到鼓励来续写乔纳斯的命运。已出版的续集《森林送信人》，并没有使那些发行的由《記憶傳承人》的含混描述所启发的课程计划有所改变。（见以下改编的戏剧和电影）
洛利自己说：

当那所亮着灯的屋子里面有音乐传出来的时候，为什么它就不能是一个美好的结局，一个快乐的结尾？所以当有人告诉我，他们认为那个男孩以及婴儿只有死路一条的时候，我感到有点惊讶和失望。我并不认为他们死了。我希望人们能自己想象出来，他们的新生活会变成什么样子。

很多孩子想要一个关于记忆传授人的更明确的结局。有的给我写信，有的在看见我的时候直接问我。但我没有这么做，原因是不同人心中的记忆传授人是不同的。人们赋予这个角色复杂的情感，或信仰，或希望，或梦想，或恐惧，或者什么都有。所以我不想把自己的感情加于其上，还有我的信仰，而把人们心中构建的归宿破坏了。

不管洛利如何公开声明其本意是一个快乐的结尾，很多学习计划和课程，甚至包括洛利自己的出版商发行的辅学教程，依旧把重点放在这个含糊的描述上面，而有意识地激发争论。

## 主要话题
颜色显示的是事物的不同特征，同时也有一种绝大多数人感受不到的深层次的涵义。然而在《记忆传授人》里面，事物“没有”颜色，观察它们的人们就不再拥有由颜色带来的强烈的感情色彩。只有乔纳斯学会透过颜色看到了事物的内在本质。 很明显， 刻意同化的过程剥夺了人们感受颜色的能力，虽然记忆传授人暗示，遗传学家们也在努力地消弭（不算很成功）人类的多样性，甚至包括眼睛的颜色（这有可能表明了拥有一双带有颜色的眼睛，就意味着可以成为记忆接受者。乔纳斯就曾经这么想过）。而红色的头发更属稀有。
有一个主題在很多地方表现得很明显。乔纳斯在當志工的时候（孩子们在8到12岁之间，透過擔任志工来了解社区，并为终身职业做准备），他在养老院里面服務，那里集中了社区上了年纪的老人们。洛利描述了他给老妇人拉丽莎洗澡的情景。他很喜欢这段经历，轻松愉快，毫无保留，让他想起父亲照顾婴儿的情景。他知道在社区几乎所有场合都严禁裸体。他自己觉得这个规矩是个累赘，比如在参加体育比赛时换衣裳，他要把自己裹得严严实实。他也不明白为什么社区要设定这样严厉的规定。到了后来，他就幻想着把他的朋友，红头发的女孩子菲奥娜邀过来，脱光她的衣服放在浴缸，然后给她洗澡。在早饭时间交流梦想的时候，他把这个梦告诉了家里人，而他的父母把它归结为所谓的“激情”。每天服药一颗就可以把这种激情抑制住。
音乐在《记忆传授人》也算一个话题，尽管写得非常隐晦。读小说的时候，完全有可能意识不到里面的人物根本看不见颜色——直到记忆传授人声明有一样东西叫做“颜色”——同样很容易忽略在这个社区中，其实并没有音乐存在。其中一个线索埋伏在拉丽莎描述一个老翁离开社区举行解放仪式的时候。“我们吟诵赞美诗”，她说，含隐的意思就是吟诵没有旋律。后来记忆传授人教导乔纳斯的时候，我们知道记忆传授人年少时也是像乔纳斯那样有特异功能的神童。记忆传授人能听到别人听不到的东西：他开始听到“一些很不平凡的声音，这种声响叫‘音乐’”。（这种感受比乔纳斯的感觉还要神秘，因为我们能理解人们看不到物体的颜色，但我们却无法听到天然的音乐——除非记忆传授人能够解释，他可以在日常的声音中听到音乐的模式，就像传说中的莫扎特一样。）

## 文学成就和批评
对洛利这部小说的评价呈两极分化。一方面，Anita Silvey 写的 “100部最适合孩子的书”评价《记忆传授人》是二十世纪九十年代为青少年写作的最出色的科幻小说。《基督教科学箴言》的书评说：“这是洛利最有影响力的小说，言简意赅，对自由涵义的负面评价入木三分。运笔很大胆而且笔法娴熟，推荐给8岁以上的儿童阅读。” 
一个负面评价来自一位科幻小说作家，Debra Doyle，他写道： 

在我的眼中，《记忆传授人》根本就不算一部科幻小说。我看不出来书中描述的那种社会能够建立和运行，除非是在一个隐喻性的世界。就算把它看作是奇幻小说，而不是科幻小说，这本书也太容易被人看穿了。作者写的东西完全是她空想出来的，根据需要来生搬硬套。

《记忆传授人》已经成为教育工作者的标准化教科书之一，他们相信青少年会从现代文学中获益。这些教师们认为“十几岁的少年人需要一种不同的文学作品，直接描述他们的经历......情节反映现实，并跟上时代。”（毋庸讳言，洛利的未来派写作风格只能隐喻性地称作“跟上时代”，而且这点颇有争议）。这是因为，一个“只限于古代经典”的文学课程会降低读者的阅读兴趣。很自然，也有一些教师持相反意见，继续坚持用古老的作品用于教学。
有一些成年的评论家批评说这本书的故事经不起“严谨”的推敲。比如说，每年“生育妈妈”们要生育下50个孩子，每一位生养3个，那么每年就需要17个新的“生育妈妈”，而且按照书中描述这种职业很低贱。Karen Ray在纽约时报撰文说“存在逻辑漏洞”，但马上又加一句“的确可以让年龄稍长的孩子们保持阅读兴趣，并促使他们思考”。同样地，Natalie Babbitt 在华盛顿时报上称洛利的作品是“以文学的方式提出的警告”，她说：

这种故事以前就以各种方式讲过了——我第一个就想到雷·布莱伯利的《华氏451度》——但是据我所知，还从来没有给孩子们讲过。这样的故事很有价值，尤其是从洛利出色的文笔底下娓娓道来。如果对某种著名信仰的怀疑只会不堪一击——换一句话来说——根本就不允许对其质疑——而现在，洛利做到了。《记忆传授人》所持的观点并不能时常被提起，而我希望会有更多，更多的年轻人倾听一下这种声音。

### 获奖
洛伊丝·洛利的作品《记忆传授人》曾经获得数个奖项，最著名的有以下几个：
- 1994年纽伯瑞儿童文学奖
- 1996年威廉·艾伦·怀特奖 [11]
- 美国图书馆协会的“最佳青年书籍”和“著名儿童书籍”

## 用于教学
在美国，《记忆传授人》被收纳进阅读课程的书目。尽管存在反对者声称本书内容不适合少年儿童。（见以下争议）
在国家公共广播的晨报节目访谈中，洛利谈到她的“年少”读者们看完小说后的反应：

这些读者多数是初中生，这个年龄段的小读者是最难讨好的。他们手捧着这本书说：“这是作业，我想我必须去完成，但我不会喜欢它。” 但事实上，就我所知如今这本书流行了一段时间，而我每天都收到从课堂上或者是孩子们自己给我寄过来的信。他们开始看到他们生活的影子，并且也在衡量自身的价值。在此同时他们都很热衷穿相同模样的运动鞋，突然间他们意识到：“有可能这并不是件好事，我们都变成了一个样子。” 

### 争议
《记忆传授人》到底是否适合美国的中学学生依旧是一个周期性的争议话题。美国图书馆协会将此书列入美国1990年至1999年最受争议书籍的第十一位，后排列1990年至2000年最受争议书籍的第十四位。比较受关心的话题包括小说描述的自杀，安乐死，社会主义政体和杀婴。
2005年1月6日，美联社报道，密苏里州蓝溪市（Blue Springs）的家长们希望《记忆传授人》能从八年级的读书清单上去掉。这本书已经在书单上保留了整整八年。家长们认为此书描述“暴力”和“性暴露”。2005年3月在密苏里州的堪萨斯城举行听证会，确定是否保留这个书目。堪萨斯的报纸援引家长们的发言：“这位女士文笔优雅，但是文中的观点不适合我们的孩子。”以及普遍的观点：“给孩子们读的东西都应该是积极向上的。”学校董事会最终投票，一致赞成这本书重回课堂。援引的一个学校董事会的成员发言：“真正需要我们操心的不是《记忆传授人》带来的冲击，而是从教育专家那里获取指示，来试图扭曲孩子的正常教育而采取的行动。”

## 后续作品
《记忆传授人》出版整整10年，读者们都在热烈争论那个隐晦的结尾。偶尔洛利会在访谈中作声明，云山雾罩地给出零星信息。
经过数年猜测之后，洛利在小说《森林送信人》（2004年）中透露了主人公喬納斯的命运。细心的读者也许会在《歷史刺繡人》（2000年）这本书的结尾找到有关乔纳斯的一些线索。然而，这些线索都不明显，直到《森林送信人》出版以后才趋明晰。2012年《我兒佳比》小說問世。

## 改编的戏剧和电影
舞台剧
2005年4月，在芝加哥的都市表演艺术中心上演了一齣《记忆传授人》改编的舞台剧。Eric Coble改编，观众主要是孩子们。两个星期的18场演出，除了4场其余场场爆满。
电影
1994年秋天，演员杰夫·布里奇斯（Jeff Bridges）和他的ASIS 电影制作公司和Lancit 媒体制作公司达成协议，将《记忆传授人》搬上荧幕。接下来的几年，合作的成员，还有电影制作的队伍规模不断改变，但是看不到有多少动作去拍这部电影。曾经剧作家Ed Neumeier受邀制作电影剧本，后来又被Todd Alcott替换，同时Walden Media变成了主要的制作公司。
电影《记忆传授人》已完成拍摄的工作，2014年8月15日於美國正式上映；导演是菲利普·諾伊斯。

## 中文本
- 露薏絲‧勞瑞; 鄭榮珍（譯者）. . 台灣東方出版社. 2002-12-25: 288頁. ISBN 957-570-687-0. （繁體中文）
- 露薏絲‧勞瑞; 招贝华（譯者）. . 智茂圖書. 1995-09-01. ISBN 9789575358150. （繁體中文）
- 洛伊丝·劳里; 郑荣珍（译者）. . 河北教育出版社. 2009-04  [2023-07-29]. ISBN 9787543471191. （原始内容存档于2023-07-29）. （简体中文）

## 脚注
在最后的场景中是乔纳森的幻想，乔纳斯可能死亡了
收养了佳比，而非放任其死去。
1. ↑  收养了佳比，而非放任其死去。